# 川勝広豊
川勝 広豊（かわかつ ひろとよ）は、江戸時代前期から中期の旗本。秀氏流川勝家（本家）の5代当主。

## 生涯
天和3年（1683年）、川勝広利の嫡男として江戸に生まれた。元禄11年（1698年）9月1日、初めて将軍徳川綱吉に拝謁した。元禄15年（1702年）3月19日、父広利の死去により、その家督（丹波内2,570石余）を継ぎ、小普請となった。
宝永元年（1704年）6月30日、桐間番に列し、同年7月28日より小姓に転じた。宝永6年（1709年）綱吉薨去のため、同年2月21日より小姓組に移った。享保2年（1717年）豊前国中津城を奥平大膳大夫昌成に与えるため、4月13日、筧新太郎正尹と伴に命により現地に赴き、城引渡しの役を務めた。享保6年（1721年）2月28日、使番に進み、同年12月18日に布衣を着る事を許された。享保10年（1725年）10月18日、禁裏付となった。享保11年（1726年）1月17日、44歳で没した。家督は婿養子の広當が継いだ。